# Mistrovství Československa v krasobruslení 1967
Mistrovství Československa v krasobruslení 1967 se konalo 7. ledna a 8. ledna 1967 v Gottwaldově.

## Medaile
| Kategorie      | Zlato                       | Zlato      | Stříbro                     | Stříbro     | Bronz                      | Bronz       |
| Muži           | Ondrej Nepela               | 7 - 1671,2 | Marian Filc                 | 14 - 1597,7 | Josef? Tůma                | 21 - 1542,2 |
| Ženy           | Hana Mašková                | 7 - 1746,9 | Marie Víchová               | 17 - 1611,8 | Eva Gašparcová             | 19 - 1610,1 |
| Sportovní páry | Bohunka Šrámková Jan Šrámek | 7 - 231,5  | Dana Fialová Miloš Man      | 13 - 225,0  | Marika Nagyová Karel Fajfr | 22 - 219,4  |
| Taneční páry   | Jitka Babická Jaromír Holan | 7 - 242,4  | Dana Novotná Jaroslav Hainz | 14 - 241,5  | Milena Tůmová Josef Pešek  | 22 - 224,3  |

- čísla udávají celkové hodnocení, první za přednes a druhá počet bodů